# El rei i la reina
El Rei i la reina, també coneguda com a Sa Majestat el rei i sa majestat la reina, es una obra escultòrica creada per l'artista Xavier Corberó i Olivella l'any 1988, cedida pel MACBA a la UAB i que està situada davant de la Biblioteca d'Humanitats UAB. Es tracta d'una escultura formada per dos blocs de basalt, la reina té una pinta a la part superior.